# Torrecuadrada de Molina
Torrecuadrada de Molina es un municipio y localidad española de la provincia de Guadalajara, en la comunidad autónoma de Castilla-La Mancha. El término municipal tiene una población de 22 habitantes (INE 2024). 

## Geografía
Se encuentra en el linde entre la paramera, al norte, y la sierra, al sur. Por este motivo, hacia el norte cuenta con campos de cereal mientras que hacia el sur posee un rico monte de encinas, quejigos, enebros y sabinas.

## Historia
El término formó parte del antiguo Señorío de Molina. A mediados del siglo XIX, el lugar tenía contabilizada una población de 172 habitantes. La localidad aparece descrita en el decimoquinto volumen del Diccionario geográfico-estadístico-histórico de España y sus posesiones de Ultramar de Pascual Madoz de la siguiente manera: 

TORRECUADRADA: l. con ayunt. en la prov. de Guadalajara (24 leg.), part. jud. de Molina (2), aud. terr. de Madrid (34), c. g. de Castilla la Nueva, dióc. de Sigüenza (14): sit. al pie de un cerro sobre el que hay una ant. torre; su clima es frio y las enfermedades mas comunes hidropesias: tiene 65 casas; la consistorial; cárcel; dos pozos públicos de buenas aguas; escuela de instruccion primaria frecuentada por 26 alumnos, dotada con 24 fan. de centeno ; una igl. parr. (La Purísima Concepcion) matriz de la de Otilla, servida por un cura y un sacristan: confina el térm. con los de Pradilla, Otilla, Traid y Torremochuela; dentro de él se encuentran una fuente de buenas aguas y las ermitas de la Soledad y Sta. Elena: el terreno participa de arenisco y rubial; comprende un monte poblado de encina, marojos y otras matas bajas: caminos, los locales y el que dirige á Molina, todos en buen estado: correo, se retibe y despacha en la cab. del part. prod.: trigo comun, centeno, cebada y legumbres, leñas de combustible y buenos pastos con los que se matiene ganado lanar y vacuno; hay caza de perdices, liebres y algun corzo. ind.: la agricola y recriacion de ganados. pobl.: 50 vec., 172 alm. cap. prod.: 1.384,000 rs. imp.: 62,400. contr.: 3,276.
(Madoz, 1849, p. 80)

## Demografía
Torrecuadrada de Molina cuenta con una población de 22 habitantes (INE 2024).
| Gráfica de evolución demográfica de Torrecuadrada de Molina entre 1842 y 2021 |
| |
| Población de derecho según los censos de población del INE Población de hecho según los censos de población del INEEntre el censo de 1857 y el anterior, crece el término del municipio porque incorpora a Otilla |

## Patrimonio
En el municipio se encuentran una iglesia bajo la advocación de la Purísima Concepción y la ermita de la Soledad, construida en 1985. También hay una torre almenada y una casa del Señorazgo, o casa de la Moneda. De la "torre cuadrada" que presuntamente da nombre al municipio no queda rastro.